# Culex americanus
Culex americanus är en tvåvingeart som först beskrevs av Neveu-lemaire 1902.  Culex americanus ingår i släktet Culex och familjen stickmyggor. Inga underarter finns listade i Catalogue of Life.